# Pniów (rejon nadwórniański)
Pniów (ukr. Пнів) – wieś w rejonie nadwórniańskim obwodu iwanofrankiwskiego, założona w 1482.
Prywatna wieś szlachecka prawa wołoskiego, położona była w ziemi halickiej województwa ruskiego. 
W II Rzeczypospolitej miejscowość była siedzibą gminy wiejskiej Pniów w powiecie nadwórniańskim województwa stanisławowskiego.

## Zabytki
- ruiny zamku[3], gdzie zachowały się: ruiny murów, baszty oraz brama wjazdowa. Tutejszy pniowski zamek wzniósł w drugiej połowie XVI w. stolnik halicki, Paweł Kuropatwa, jako rezydencję dla swojej rodziny. Zamek, choć nadwątlony przez okolicznych zbójników Hrynia Kardasza w 1621 r., oparł się Kozakom Chmielnickiego w 1648 r. oraz wojskom tureckim w 1676 r. W XVIII w. opuszczony, stopniowo popadł w ruinę. Obecnie pozostałe ruiny zamku ulegają dalszej degradacji, w czerwcu 2010 r. zawaliła się kolejna z baszt kątowych. Zamek pniowski miał ponoć podziemne połączenie do miejscowości Nadwórna.

## Urodzeni
- Ludwik Kolankowski urodził się w 1882 r. w Pniowie, polski historyk, działacz polityczny, profesor Uniwersytetu Lwowskiego i pierwszy rektor Uniwersytetu Mikołaja Kopernika w Toruniu.